# Tabbys stjärna
Tabbys stjärna, eller KIC 8462852 och Boyajians stjärna, uppkallad efter astronomen Tabetha Boyajian, är en stjärna i stjärnbilden Svanen. Observationer från rymdteleskopet Kepler har visat svårförklarade förändringar i stjärnans ljusstyrka.

## Data
- Tabbys stjärna befinner sig i Hertzsprung-Russell-diagrammets huvudserie.
- Spektralklass F.
- Vikt ca 1,43 gånger solens massa.
- Avstånd 1 030 - 1 675 ljusår.
- Absolut magnitud +3,1.
- Visuell magnitud +11,7.

## Bakgrund

Ljuskurvor för KIC 8462852
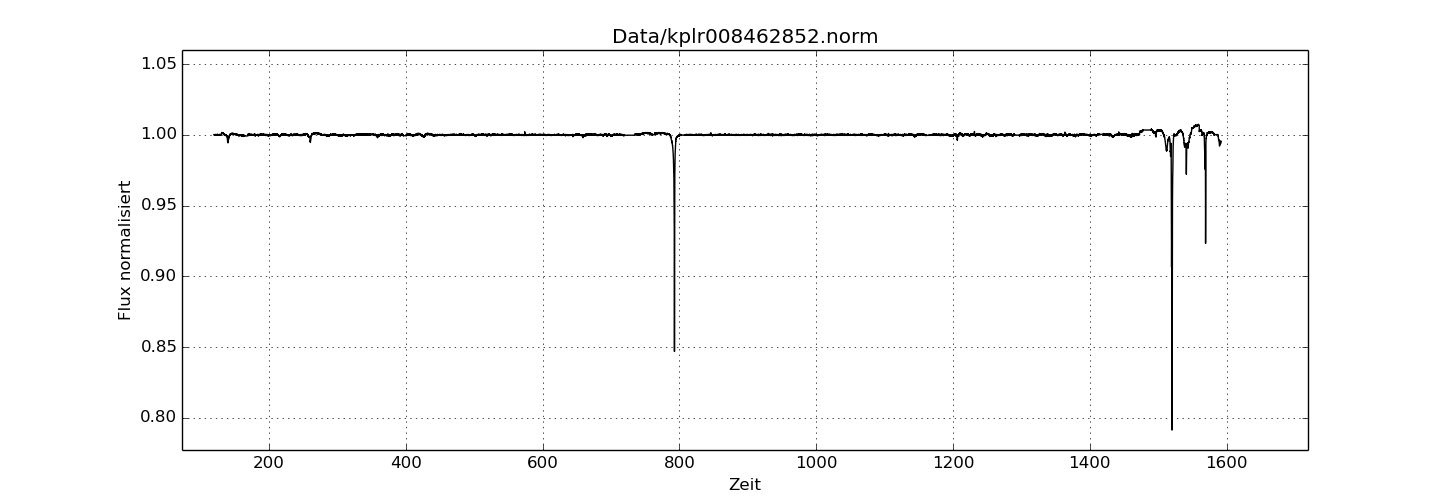
Ljuskurva från december 2009 till maj 2013, cirka 1 600 dygn.
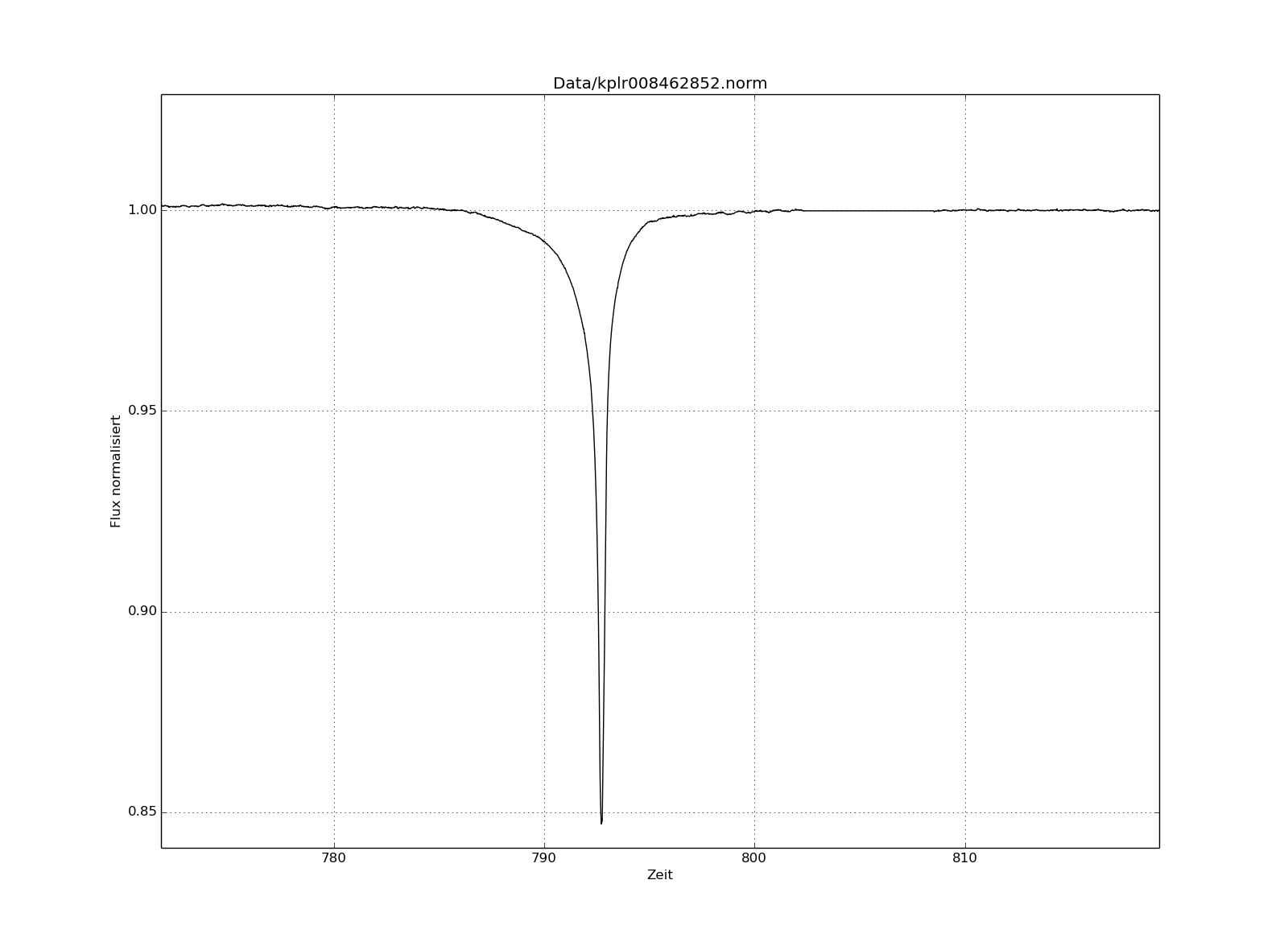
Ljuskurva mars 2011
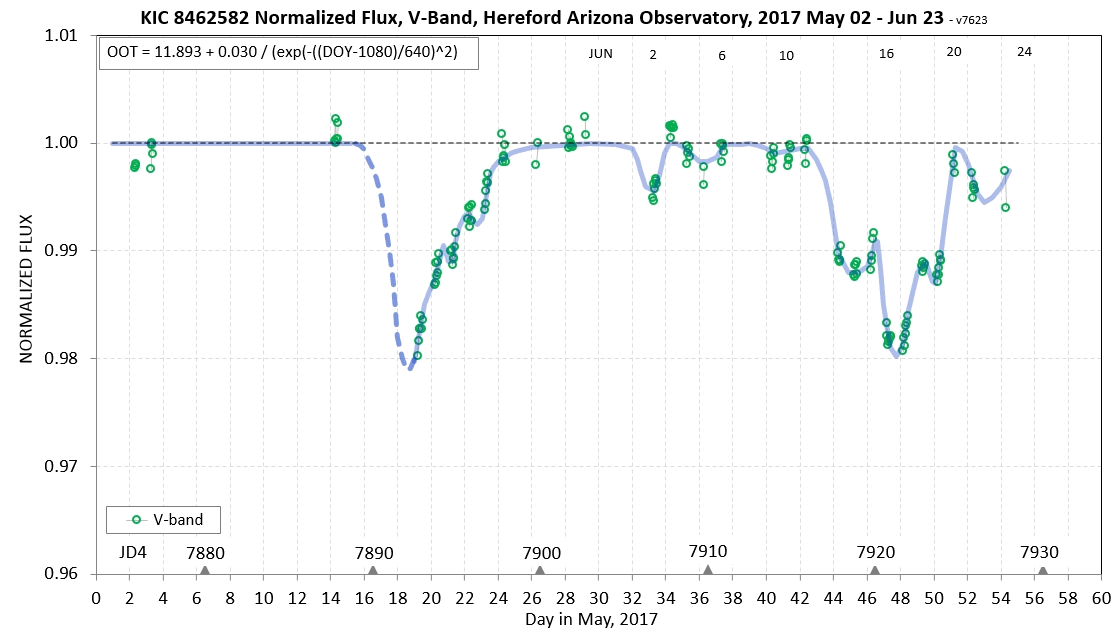
Ljuskurva maj-juni 2017. Efter att ha varit stabil en längre tid har stjärnan åter börjat variera.

Det amerikanska rymdteleskopet Kepler togs i bruk 2009. Syftet var att leta efter planeter runt främmande stjärnor. Kepler skickade observationsdata till jorden där materialet analyserades av algoritmer för att upptäcka regelbundna förändringar av en stjärnas ljusstyrka. Detta kunde vara ett tecken på att en planet passerade framför stjärnan. 2009-2013 observerades ca 150 000 stjärnor på detta viset och man fann många tidigare okända planeter.
Samtidigt engagerades amatörastronomer inom nätverket Planet Hunters för att ur materialet hitta planeter som algoritmerna missat. Man hittade flera sådana planeter, men också en stjärna, KIC 8462852, med mycket oregelbundna ljusvariationer som man inte kunde förklara med en planetpassage. Det var inte bara oregelbundenheten som förbryllade utan också att ljusstyrkan kunde minska så kraftigt som den gjorde. Om en jätteplanet som Jupiter hade passerat framför stjärnan, skulle ljusstyrkan minskat med ca 1%. KIC 8462852 blev vid ett tillfälle upp till 20% ljussvagare.
Man kontaktade Tabetha Boyajian, en av de professionella astronomer som höll kontakt med Planet Hunters. 2016 publicerade hon och kolleger en artikel om KIC 8462852 i en vetenskaplig tidskrift, en artikel som väckte stor uppmärksamhet inom forskningsvärlden och som ledde till spekulationer i populärpress och sociala medier om att ljusvariationerna skulle vara ett tecken på intelligent liv runt stjärnan, jämför till exempel med de teoretiska beräkningarna av Arnold.
2016 upptäckte man även en annan egendomlighet. Vid jämförelse med foton tagna 1890 verkar stjärnan nu vara ca 15% ljussvagare än den var då, en slutsats som dock har blivit ifrågasatt. Man har också sett att ljusstyrkan minskade med 3% under de fyra år den observerades från Kepler.

## Möjliga förklaringar
Det har varit svårt att hitta sannolika förklaringar till de två fenomenen, alltså de korta oregelbundna förändringarna i ljusstyrka under några dagar och den längre trenden över minst fyra år (och kanske mycket längre). Det behöver inte vara samma orsak bakom båda fenomenen. Nybildade stjärnor kan uppvisa snabba förändringar, men annat tyder på att KIC 8462852 är i sin medelålder. 
- Man har observerat att ljuset från stjärnan inte minskar lika mycket inom alla våglängdsområden och det utesluter större ogenomskinliga objekt, t.ex planeter. Däremot skulle stoftmoln runt stjärnan kunna orsaka de kortvariga fluktuationerna.[8][9] Detta anses vara den mest troliga förklaringen.
- Stjärnan kan nyligen (de senaste 10 000 åren) ha svalt en planet eller stor asteroid. Den skulle då tillfälligt ha blivit ljusare och sedan långsamt återgå till normal ljusstyrka.  Sheikh med flera[10] har noterat att de små ljusavtaganden följer en lavinstatistik ur vilket de drar slutsatsen att variationerna måste bero på en process på stjärnan.
- Interstellära stoftmoln skulle kunna förklara båda fenomenen.

Men, dessa och andra möjliga förklaringar har också mötts av invändningar. För närvarande vet man alltså inte vilken eller vilka orsakerna till stjärnans uppträdande är. Avsaknanden av troliga förklaringar till variationerna har lockat fram spektakulära spekulationer om att variationerna skulle kunna härröra från teknologisk aktivitet, till exempel en dysonsfär, av någon utomjordisk civilisation.